# Democrinus brevis
Democrinus brevis is een haarster uit de familie Bourgueticrinidae.
De wetenschappelijke naam van de soort werd, als Rhizocrinus brevis, in 1909 gepubliceerd door Austin Hobart Clark.